# 移動性高気圧
移動性高気圧（いどうせいこうきあつ、英語: migratory anticyclone, travelling anticyclone）とは、移動していく高気圧のこと。低気圧と対になって現れるものと、極気団の氾濫によるものとがある。
は台風ほど丸くはないが、ほぼ楕円形で直径は500～2,000km、平均は1,000km。亜熱帯高気圧が支配的な北太平洋と南太平洋と北アフリカは除かれるが、地球上の中緯度から高緯度にかけての地域で多く見られる。
「移動性高気圧」に対して、ほとんど移動しない高気圧をあえて「停滞性高気圧」と呼ぶこともある。また高気圧とは対照的に、低気圧は基本的に移動性であるため、「移動性低気圧」と呼ぶことは少ない。

## 温帯の移動性高気圧（いどうせいこうきあつ）
温帯低気圧と交互になって東西方向に並び、偏西風に流されて時速40～50km程で東に移動する高気圧。全地球的にみると、両極からの寒気と赤道からの暖気が衝突して南北の温度差が大きい高緯度低圧帯にあたり、この温度差を解消しようとして生じる傾圧不安定波（偏西風波動）のはたらきで、温帯低気圧と移動性高気圧が交互に発生する。
日本周辺のものは、揚子江気団（長江気団）の温かく乾燥した空気で構成される。春と秋によく出現し、この季節の特徴である、数日周期で晴れと雨が繰り返される天候をもたらす大きな要因となっている。日本のはるか西側ではこの時期、中国や中央アジア付近に揚子江高気圧、チベット高原付近にチベット高気圧と呼ばれる停滞性の高気圧が存在しており、日本付近にやってくる移動性高気圧は、これらの高気圧から生まれることが多い。
移動性高気圧は時々、ブロッキングによって停滞して、長期間同じ場所に居座ることがある。この場合は天候の変化が遅くなり、高気圧域に入る地域では少雨や高温、寒気を伴う場合は低温に見舞われる。
温帯の移動性高気圧の多くは、温暖高気圧である。移動性高気圧に先行して、上空の（高層天気図上の）気圧の尾根が変化を見せるため、予報の際には気圧の尾根の状態も参考にされる。

## 極気団由来の移動性高気圧
冬にユーラシア大陸から日本上空に張り出してくる、シベリア高気圧の一部が分かれて移動してきて生じる移動性高気圧もある。こちらも偏西風に流されて東に移動するが、移動速度はあまり速くない。移動性高気圧の中では風が弱く、下降気流により雲ができにくいため天気がよく、水蒸気の量が少ない。このため夜間の放射が著しく、地面付近では明け方著しく冷えるため、春には晩霜をみることがある。